# La Lima, Benito Juárez
La Lima är en ort i Mexiko.   Den ligger i kommunen Benito Juárez och delstaten Veracruz, i den sydöstra delen av landet, 190 km nordost om huvudstaden Mexico City. La Lima ligger 255 meter över havet och antalet invånare är 261.
Terrängen runt La Lima är huvudsakligen kuperad, men den allra närmaste omgivningen är platt. La Lima ligger nere i en dal. Runt La Lima är det ganska tätbefolkat, med 56 invånare per kvadratkilometer. Närmaste större samhälle är Benito Juárez, 1,0 km norr om La Lima. Trakten runt La Lima består till största delen av jordbruksmark.